# Aşağışahinler, Arhavi
Aşağışahinler là một xã thuộc huyện Arhavi, tỉnh Artvin, Thổ Nhĩ Kỳ. Dân số thời điểm năm 2010 là 57 người.